# Explorer Vodka
Explorer Vodka är en produktfamilj i vodka-segmentet med 37,5 procent alkohol. Den kända Explorerflaskan med ett vikingaskepp på etiketten designades av Sigvard Bernadotte. Vikingaskeppet målades av illustratören Bengt Olof Wennerberg ("Bowen").
Explorer lanserades år 1958 på den amerikanska marknaden som en helsvensk prisvärd vodka avsedd att blanda drinkar på. Vodkan var då outspädd och innehöll 50 procent alkohol (100 proof). Succén i USA uteblev och istället lanserades vodkan år 1961 i Sverige. Explorer blev i Sverige en succé och har sedan dess varit en av Systembolagets mest sålda vodkasorter. Vad alkoholprocenthalten låg på vid svensk lansering är oklart, men troligen ≥ 40 procent. Sedan många år tillbaka innehåller den 37,5 procent alkohol – EU:s minimikrav för att få kallas vodka.
Vodkan har sedan starten tillverkats vid Vin & Sprits fabrik i Sundsvall.
I samband med att Vin & Sprit köptes av Pernod Ricard år 2008 hamnade Explorer Vodka, i likhet med Vin & Sprits övriga varumärken, i Pernod Ricards ägo. I februari 2010 meddelades att Pernod Ricard sålt Explorer Vodka, Blossa glögg och ytterligare ett antal varumärken till finska Altia.
År 2008 lanserades Explorer Jordgubb Lime. År 2016 började Explorer Vodka säljas på PET-flaska (70 cl).

## Stockholmsslang: Halvböj och helböj
Uttrycket halvböj eller halv böj är en yrkesterm, som användes av butikspersonalen på Systembolaget. Eftersom denna vara var en av storsäljarna, hade man flaskorna lätt åtkomligt direkt under disken och personalen behövde bara böja sig lite för att få fram en 37:a (37,5 centiliter) Explorer. Man gjorde en halvböj. En flaska 75 cl kallades helböj.
Cornelis Vreeswijk skrev en låt om ovanstående fenomen, resultatet blev bluesen "En halv böj blues".